# University of Southampton
Die Universität Southampton (englisch: University of Southampton) ist eine Universität in der Stadt Southampton an der Südküste Englands. Sie ist Mitglied der prestigeträchtigen Russell-Gruppe und gehört zu den führenden Forschungsuniversitäten Englands. Sowohl in den Times Higher Education World University Rankings als auch in den QS World University Rankings reiht sich die Universität regelmäßig unter den Top-100-Universitäten der Welt ein.
Die Universität hat 2020 zum vierten Mal in Folge in der weltweiten 'Times Higher Education's (THE) Tabelle der „Golden Age“-Universitäten' den 11. Rang belegt.
Die Universität erstreckt sich über insgesamt sieben Campus: Hauptcampus Highfield, Avenue Campus (inklusive Geisteswissenschaften), National Oceanography Centre (inklusive Zentrum für Ozeanwissenschaften), Southampton General Hospital (inklusive Medizin und Gesundheitswissenschaften) und Boldrewood Campus (inklusive Ingenieurwissenschaften). Zusätzlich gibt es noch die School of Art in Winchester, und einen internationalen Campus in Malaysia. Die Uni bietet in ihrem Komplex mehr als 5000 interne Unterkünfte in Form verschiedener Studentenheimen an. Mit rund 23.000 Studierenden ist die Universität Southampton eine der größten Universitäten an der englischen Südküste. Weiter besitzt die Universität einen Sportkomplex und unterhält auf dem Campus ein Sportzentrum inklusive Fitnessräumen und ein Schwimmbad.
Die University of Southampton ist unter anderem ein wichtiger internationaler Knotenpunkt für maritime Forschung, zu dem das Institut für Seerecht der juristischen Fakultät (IML, Institute for Maritime Law), das National Oceanography Centre Southampton, das Southampton Marine and Maritime Institute und die Forschungsabteilung von Lloyd’s Register gehören. Das Institut für Seerecht, welches der Lawschool der Universität angegliedert ist, ist ein weltweit führendes Zentrum für Forschung, Beratung und Ausbildung im Seerecht. Der Research Excellence Framework 2014 stufte 100 Prozent seiner Forschung als weltweit führend oder international exzellent für das Forschungsumfeld ein.

## Geschichte

Altes Logo

Die Universität geht auf die 1862 gegründete Hartley Institution zurück. Dieses wurde 1902 zum University College und wurde 1952 zur eigenständigen Universität mit dem Status einer Royal Charter. Vor 1952 wurden die akademischen Grade von der Universität London verliehen.

## Fakultäten

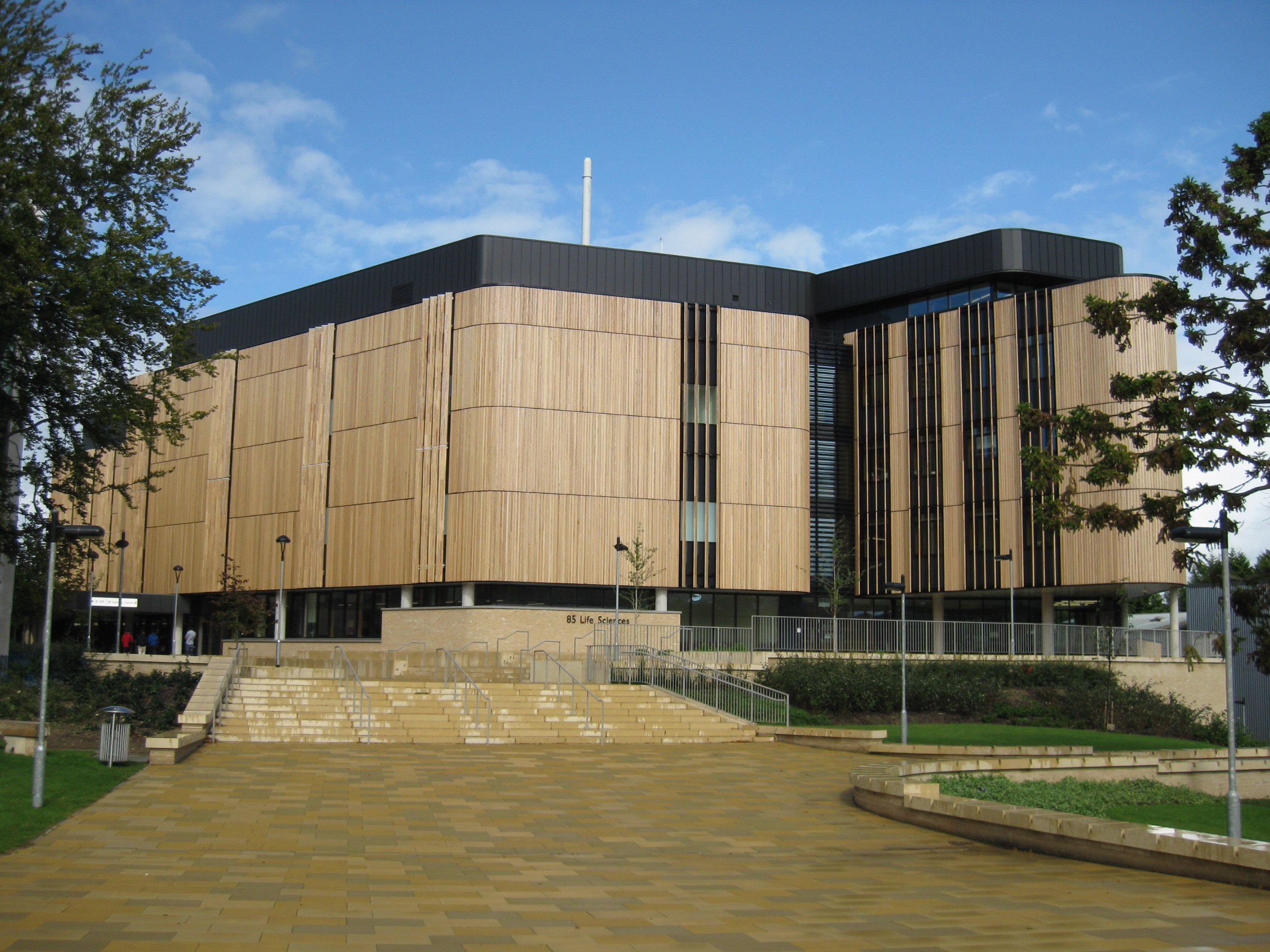
Die Vorderseite des Life-Sciences-Gebäudes

Es gibt acht Fakultäten mit jeweils mehreren untergeordneten akademischen Einheiten:
- Fakultät Business und Rechtswissenschaft
  - Jura
  - Management
  - Winchester School of Art
- Fakultät Ingenieurwissenschaften und Umwelt
  - Ingenieurwissenschaften und Umwelt
  - Ingenieurwissenschaften
  - Institute of Sound and Vibration Research
- Fakultät Gesundheitswissenschaften
  - Gesundheitswissenschaften
  - Occupational Therapy
  - Physiotherapie
  - Podiatrie

- Fakultät Geisteswissenschaften
  - Archäologie
  - Englisch
  - Film Studies
  - Geschichte
  - Moderne Sprachen
  - Musik
  - Philosophie
- Fakultät Medizin
  - Medizin

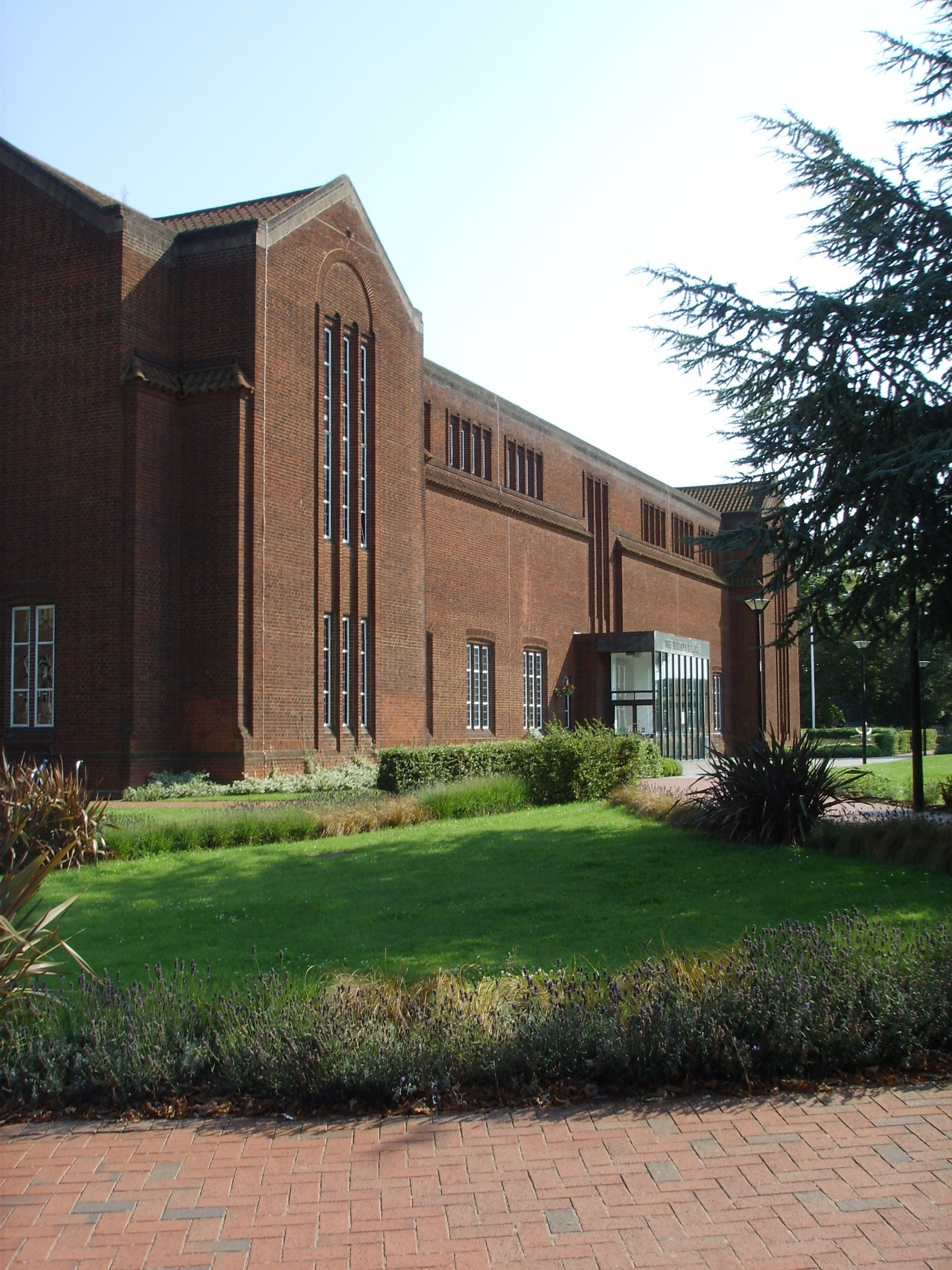
Die Vorderseite der Hartley Bibliothek

  - Complementary Medicine Research Unit
- Fakultät Natur- und Umweltwissenschaften
  - Biologie
  - Chemie
  - Meereskunde
  - National Oceanography Centre
- Fakultät Physik- und Ingenieurwissenschaften
  - Electronics and Computer Science
  - Physik and Astronomie
  - Optoelektronik
- Fakultät Sozial- und Humanwissenschaften
  - Lehramt
  - Geographie
  - Mathematik
  - Psychologie
  - Sozialwissenschaften
  - Southampton Statistical Sciences Research Institute
  - Sinologie
  - ESRC – Doctoral Training Centre

### Avenue Campus

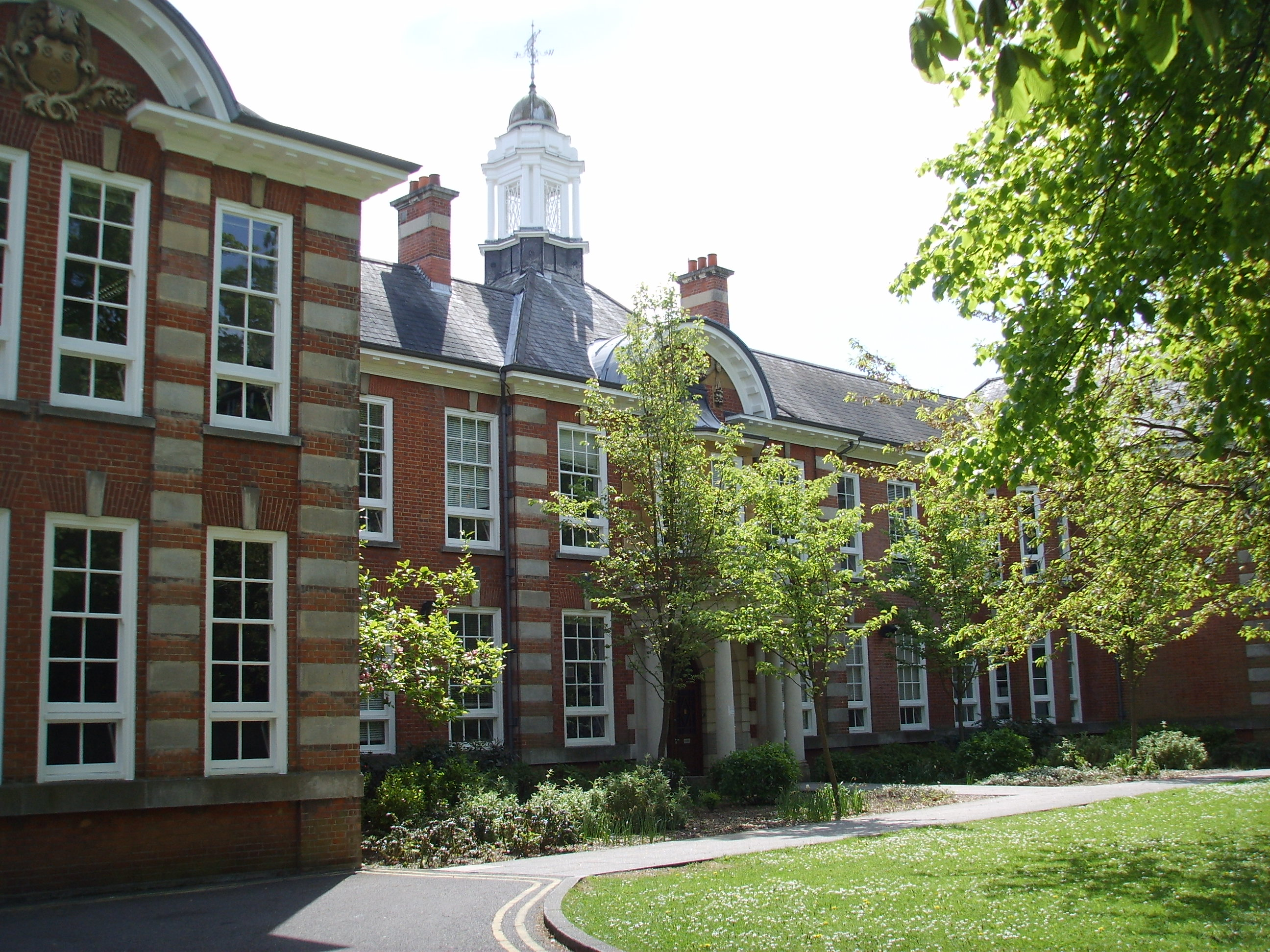
Avenue Campus

## Campus

### Boldrewood Campus

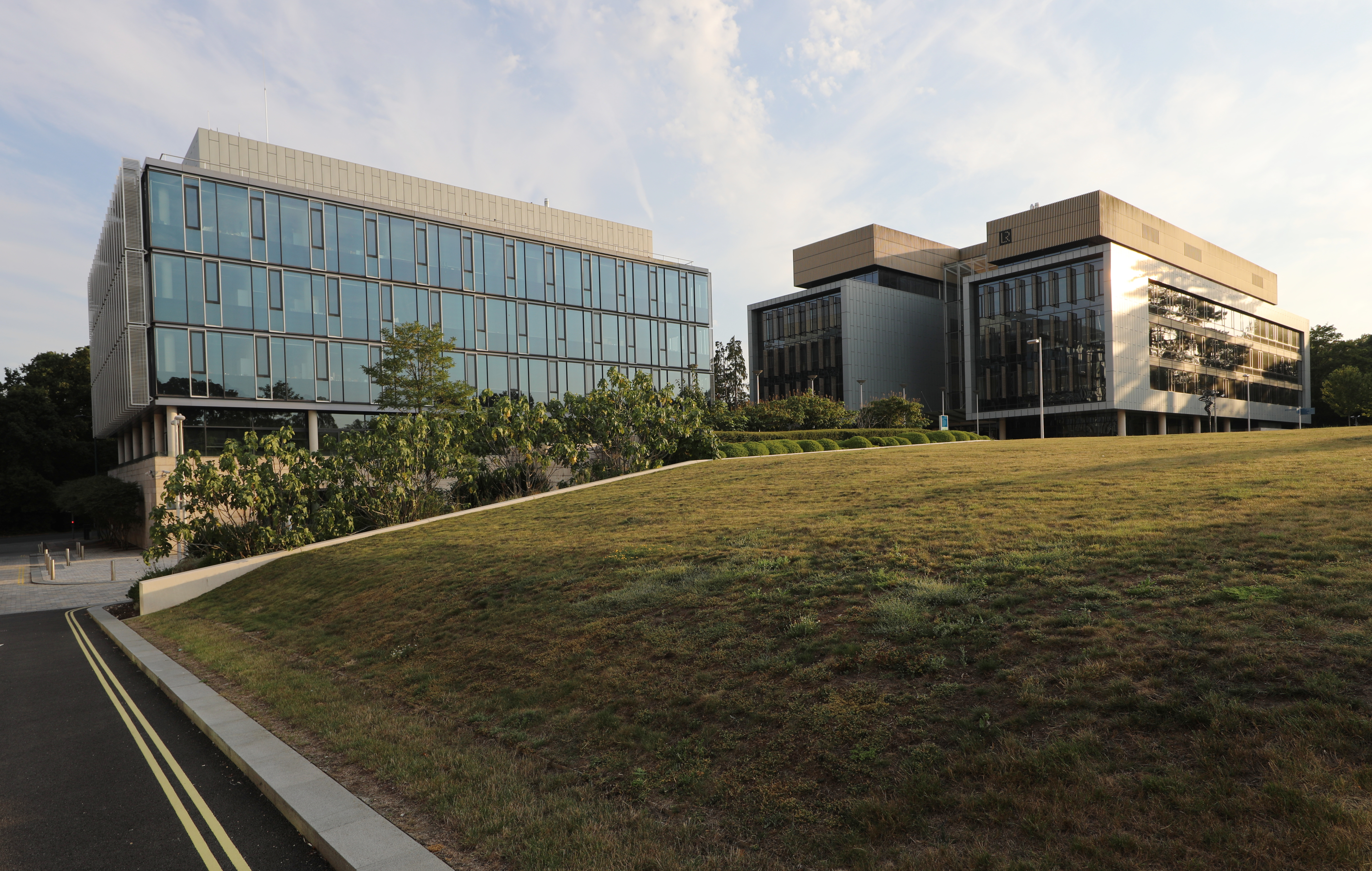
Der Boldrewood Innovation Campus 2020

Der Boldrewood Campus befindet sich zu Fuß knapp fünf Minuten vom Highfield Campus.

### Lehrkrankenhaus Southampton
Das Southampton General Hospital ist ein offizielles Lehr- und Forschungskrankenhaus das von der Universität Southampton in Kooperation mit der NHS geführt wird.
Momentan befinden sich im Krankenhaus fünf verschiedene Forschungsabteilungen:
- Infektion, Entzündungen und Immunität
- Krebsforschung
- Klinische Neurowissenschaften
- Humangenetik
- Klinische Forschung

### Winchester School of Art
1960 gegründet wurde die Winchester School of Art erst in den 1990er Jahren in die Universität Southampton offiziell eingegliedert.

### Malaysia Campus
Oktober 2012 wurde in Malaysia der erste Campus der Universität außerhalb von Großbritannien eröffnet. Momentan werden die Einrichtungen noch ausgebaut und erweitert, jedoch befindet sich der dortige Hauptschwerpunkt auf Ingenieurwissenschaften.

### National Oceanography Centre

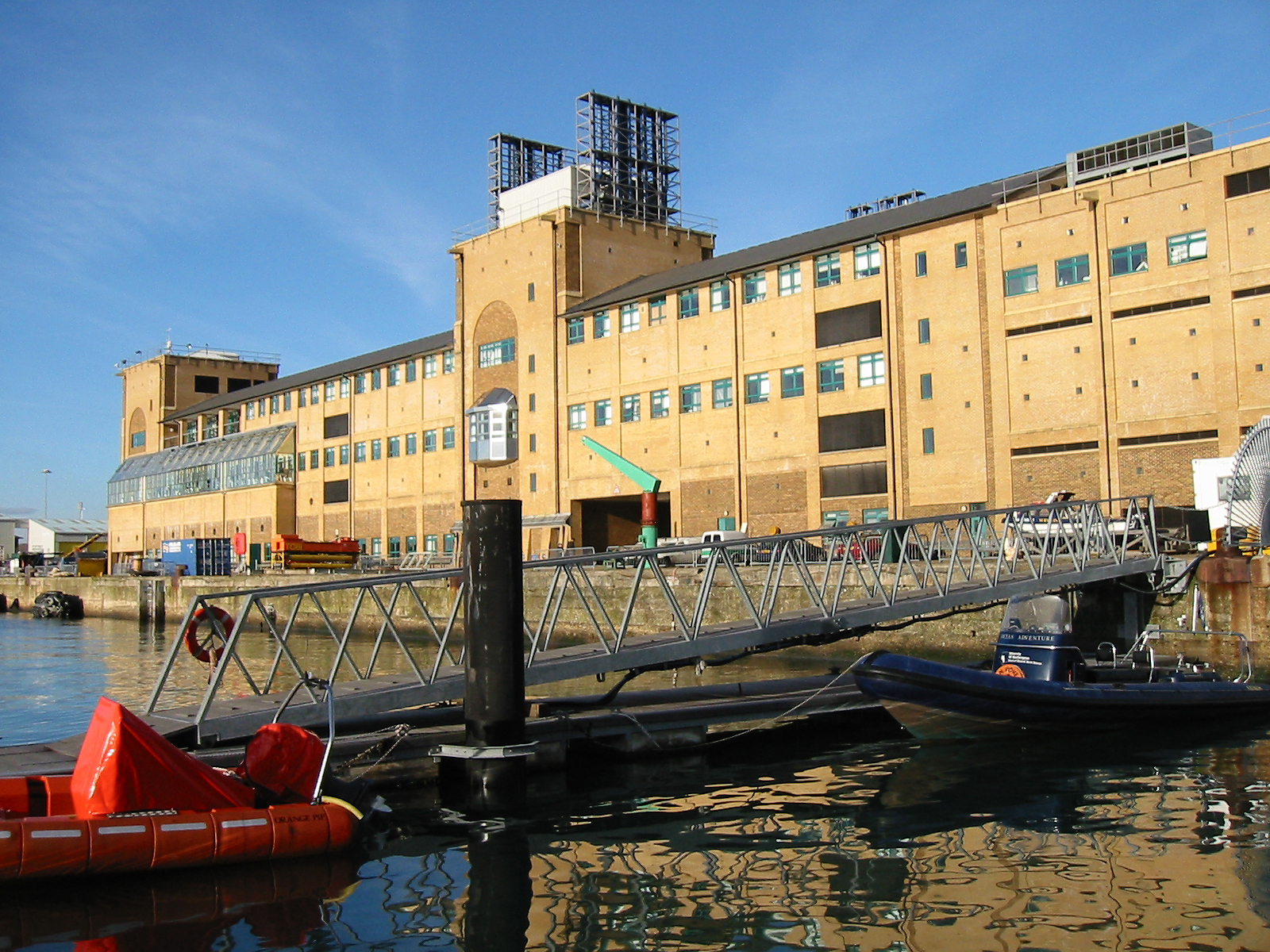
National Oceanography Centre

Das National Oceanography Centre wurde 1994 erbaut. Das Institut wurde von der Universität in Verbindung mit der Britischen Natural Environment Research Council eigens für die Forschung gebaut.

## Zahlen zu den Studierenden
Von den 22.665 Studenten des Studienjahrens 2019/2020 waren 12.100 weiblich (53,4 %) und 10.565 männlich (46,6 %). 14.400 Studierende kamen aus England, 80 aus Schottland, 385 aus Wales, 80 aus Nordirland, 1.700 aus der EU und 5.955 aus dem Nicht-EU-Ausland. 14.705 der Studierenden strebten ihren ersten Studienabschluss an, sie waren also undergraduates. 7.960 arbeiteten auf einen weiteren Abschluss hin, sie waren postgraduates. Davon waren 2.245 in der Forschung tätig.
2005 waren es 13.500 Studierende eingeschrieben gewesen und die Universität hatte rund 5.000 Mitarbeiter. 2014/2015 waren 12.840 Frauen und 10.955 Männer eingeschrieben, insgesamt 23.795 Personen.

### Studentenheime
In und um die Standorte befinden sich die verschiedenen Studentenheime zur Unterbringung der Studenten. Zu den Hauptstudentenheimen zählen Glen Eyre, Wessex Lane, Mayflower Hall, Archers Road, Bencraft Hall, Highfields Hall, Shaftesbury Avenue and Gower Building und (seit Wintersemester 2015) City Gateway.

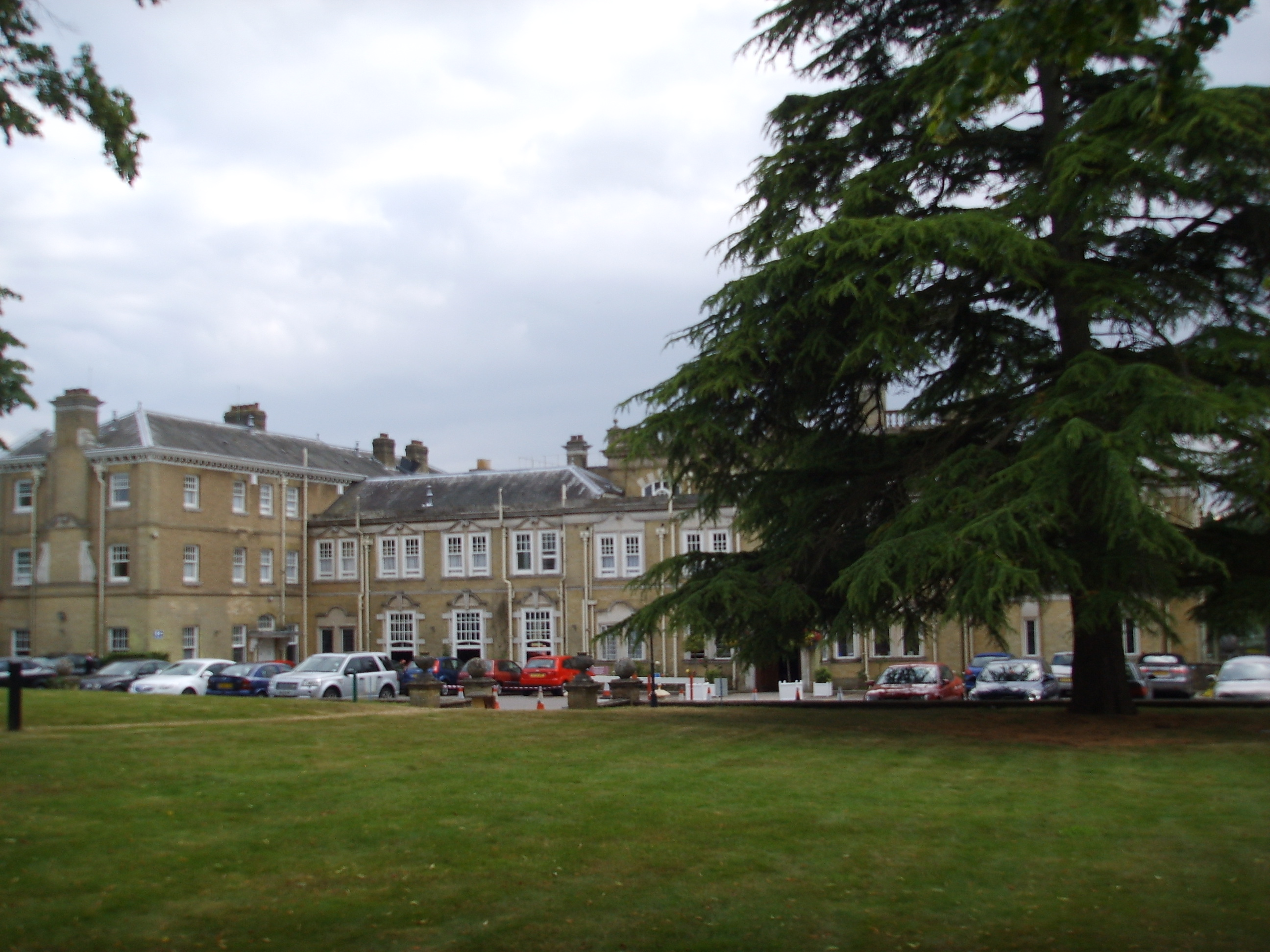
Auch das Anwesen Chilworth Manor wird als Teil der Universität geführt

## Persönlichkeiten

### Akademiker
- Sir Tim Berners-Lee (* 1955), Erfinder des World Wide Webs, lehrte ab 2005 an der Universität[10]
- Erich Zepler (1898–1980), Physiker
- David N. Payne (* 1944), Physiker, Erfinder des erbiumdotierten Faserverstärkers EDFA
- Barry Cunliffe (* 1939), Pionier der modernen Archäologie
- Albie Sachs (* 1935), Aktivist und Jurist

### Absolventen
- Stephen Baxter (* 1957), Science-Fiction-Autor
- Roger Black (* 1966), Leichtathlet
- Rob Davies (* 1948), südafrikanischer Minister für Handel und Industrie
- John Denham (* 1953), Politiker
- Adrian Fulford (* 1953), Richter am Internationalen Strafgerichtshof (IStGH)
- Neil J. Gunther (* 1950), Physiker
- Karl-Theodor zu Guttenberg (* 1971), Unternehmensberater und ehemaliger deutscher Verteidigungsminister
- Elizabeth Hawker (* 1976), Ultramarathonläuferin und Ozeanografin
- John Nettles (* 1943), Schauspieler
- Adrian Newey (* 1958), technischer Direktor des Formel-1-Teams Red Bull Racing

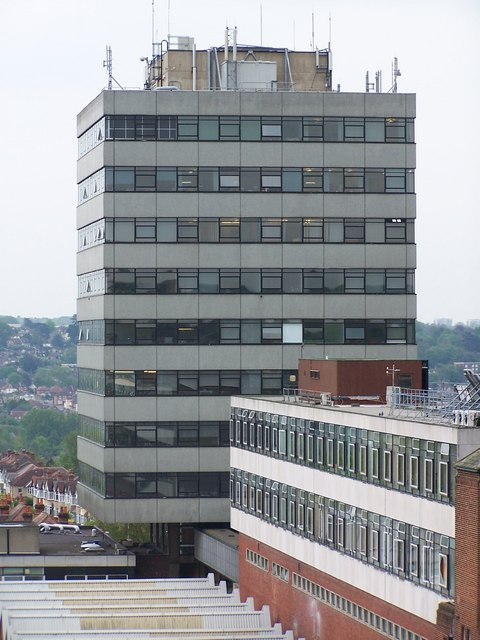
Der Faraday-Turm (2006)
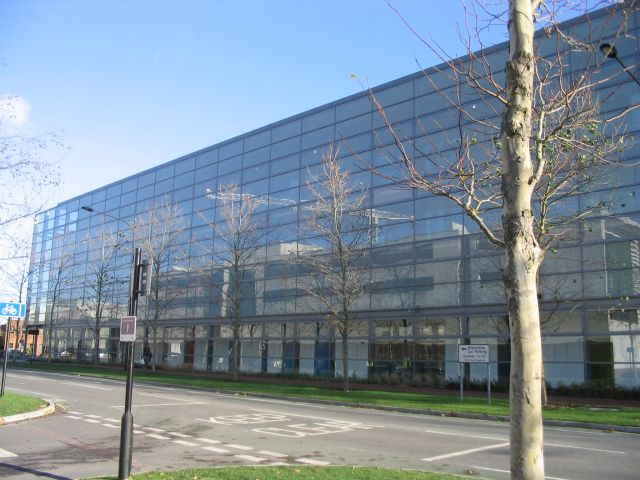
Gebäude 32
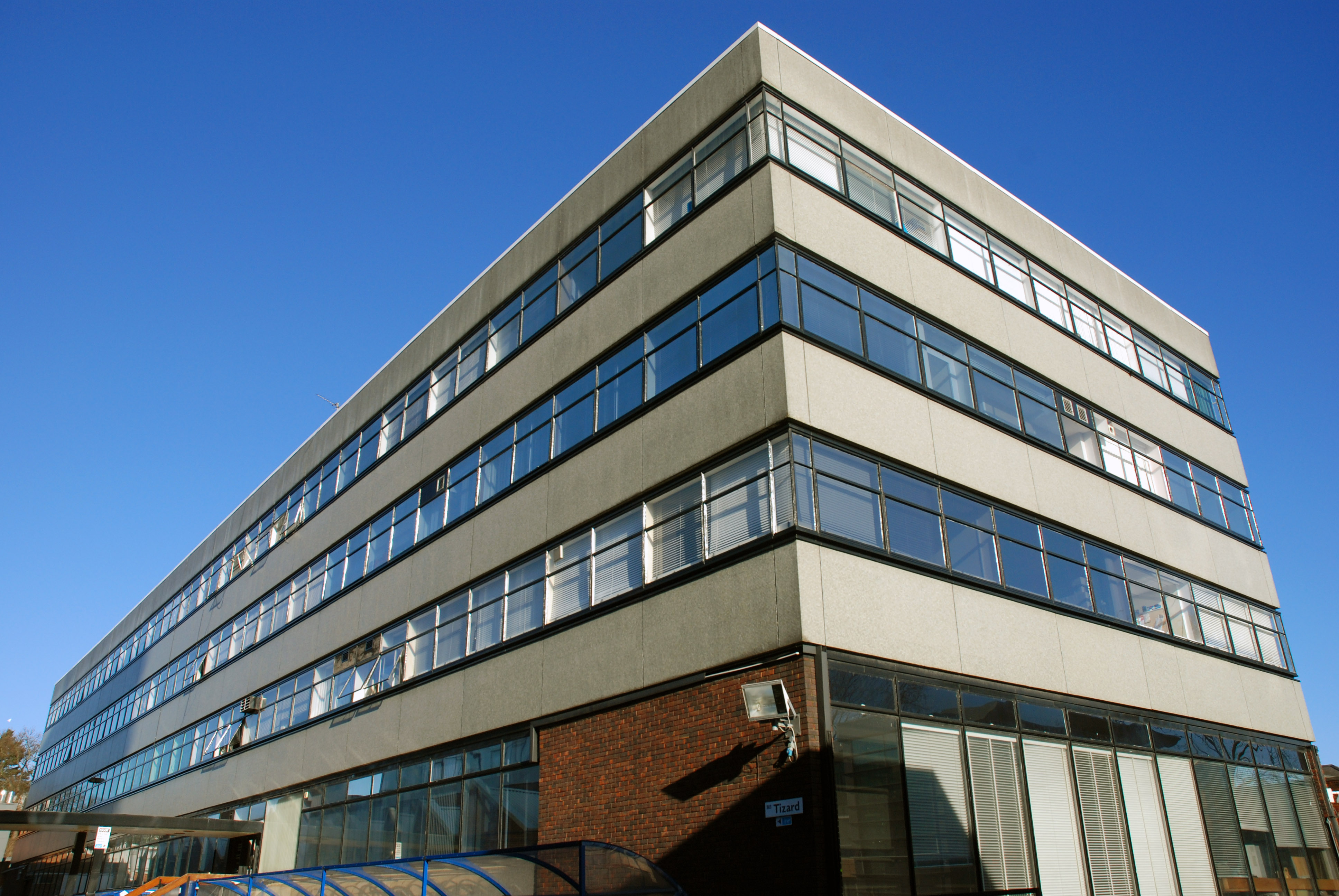
Das ISVR-Gebäude
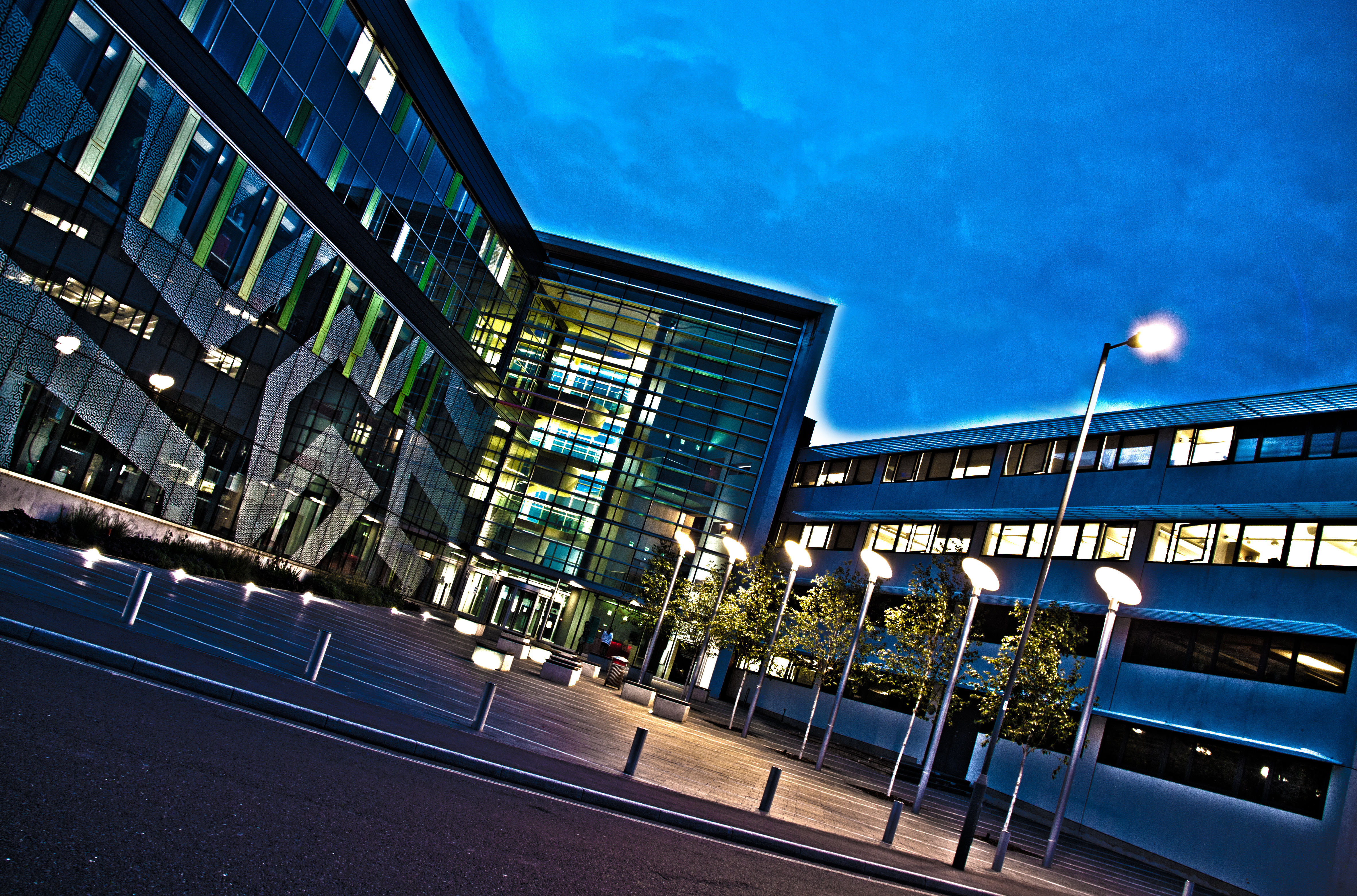
Zepler Mountbatten Gebäude
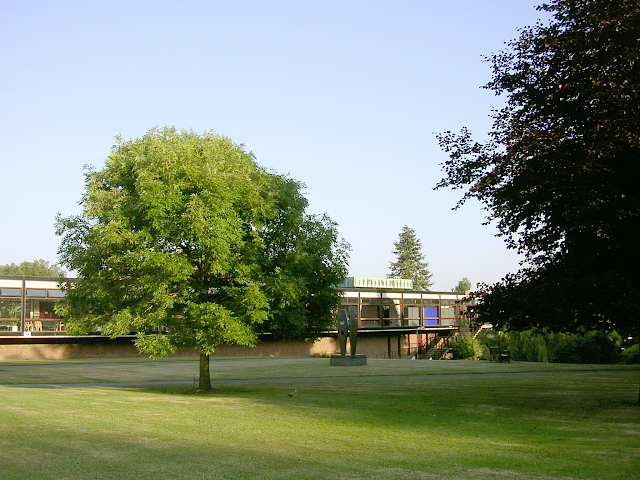
Highfield Campus
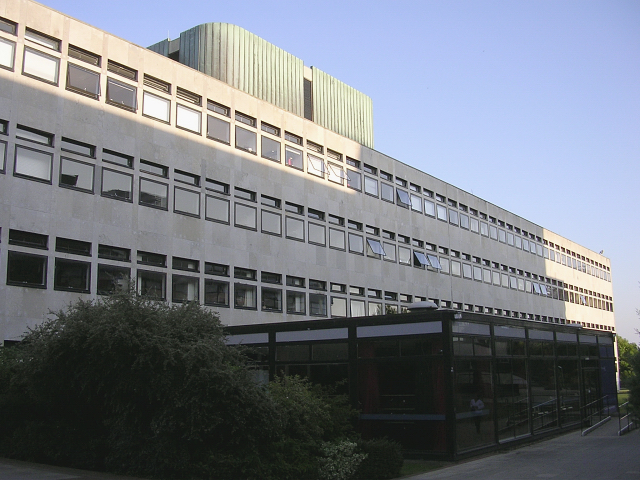
Die Kunstfakultät